# Экология Северной Осетии
Экологическая обстановка в Северной Осетии, как и в других регионах РФ, определяется загрязненностью воздуха, загрязнением водных объектов неочищенными и недостаточно очищенными сточными водами, проблемами сбора и утилизации отходов.
По состоянию на 2022 год Северная Осетия заняла 5-е место в рейтинге субъектов России с низким уровнем загрязнения окружающей среды.

## Качество воздуха

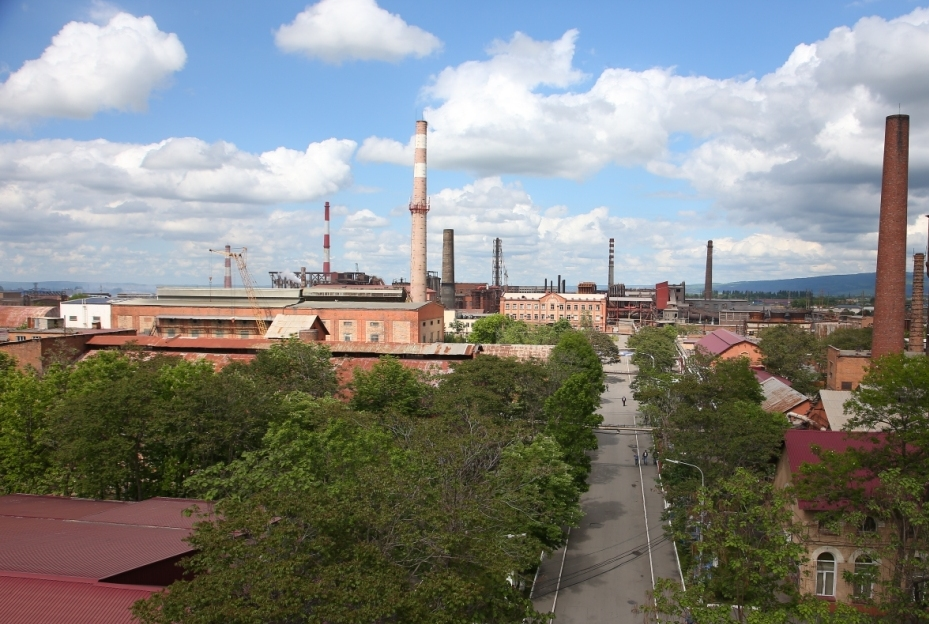
Завод «Электроцинк»

Значительная часть территории республики состоит из Осетинской пологой равнины, которая со всех сторон окружена горными хребтами, высокими на юге и низкими на севере, вследствие чего низменная часть республики крайне низка. Для Северной Осетии характерно безветрие и маловетрие, частота штилей и ветров до 5 м/с составляет 67 % в год. В итоге загрязняющие вещества, выбрасываемые предприятиями и транспортными средствами, практически не рассеиваются и оседают на той же территории.
По состоянию на 2021 год в атмосферу республики стационарными источниками выброшено 10245 тонн загрязняющих веществ. Наибольшие выбросы в атмосферный воздух в республике отмечаются в городе Владикавказ и в Моздокском районе, где сосредоточены основные источники загрязнения воздуха. Главное место по масштабам влияния на состояния воздуха данного региона занимает передвижные источники, такие как автотранспорт. Выбросы автотранспорта по средним показателям ежегодно составляют около 150—180 тыс. тонн, включая оксид азота — 10-28 тыс. тонн, углеводороды — 20-22 тыс. тонн и оксид углерода — 120—130 тыс. тонн. Наибольшее количество выбросов от стационарных источников загрязнения воздуха фиксируются во Владикавказе, где находятся основные предприятия, что составляет 79,1 % от всех выбросов в атмосферный воздух от стационарных источников в других районах республики.
На сегодняшний день основными загрязнителями воздуха являются такие предприятия как: ООО «Газпром трансгаз Ставрополь», ООО «Миранда», АО «Победит», ООО «Чистый город», МУП «Владикавказские тепловые сети», ООО «Российская слава», ООО «Партнер», ОАО «Престиж», ООО «Исток Спирт», Владикавказский вагоноремонтный завод, ООО «Луч», ООО «Беслан Асфальт Завод» и другие.
Главным загрязнителем воздуха до 2018 года считалось ОАО «Электроцинк», которое являлось старейшим металлургическим предприятием на Северном Кавказе. В начале 2000-х годов предприятие было на грани банкротства, но с 2003 года возобновилась работа по производству цинка, свинца, кадмия, серной кислоты, висмута и медного купороса, и вместе с этим стали увеличиваться объёмы выбросов в атмосферу. В октябре 2009 года после ввода в эксплуатацию нового оборудования на предприятии произошел мощный выброс окиси серы, что привело к смогу. Местные жители отмечали у себя ухудшения самочувствия. После нескольких случаев выбросов веществ, превышающих допустимые нормы, «Электроцинк» продолжал свое производство вплоть до пожара в октябре 2018 года, после которого работа предприятия была приостановлена, а в мае 2019  году началась его консервация. Как отмечают власти города Владикавказа, экологическая обстановка после закрытия «Электроцинка» улучшилась, вернулись ласточки, воробьи и шмели, которые не наблюдались за последние годы.
Согласно данным Росгидромета за 2020 год в воздухе Владикавказа, как и в предыдущие годы, по-прежнему наблюдаются превышение предельно допустимой концентрации загрязняющих веществ (ПДК). Однако, начиная с 2019 года Владикавказ перестал относиться к городам РФ с высоким и очень высоким уровнем загрязнения воздуха.

## Водные ресурсы

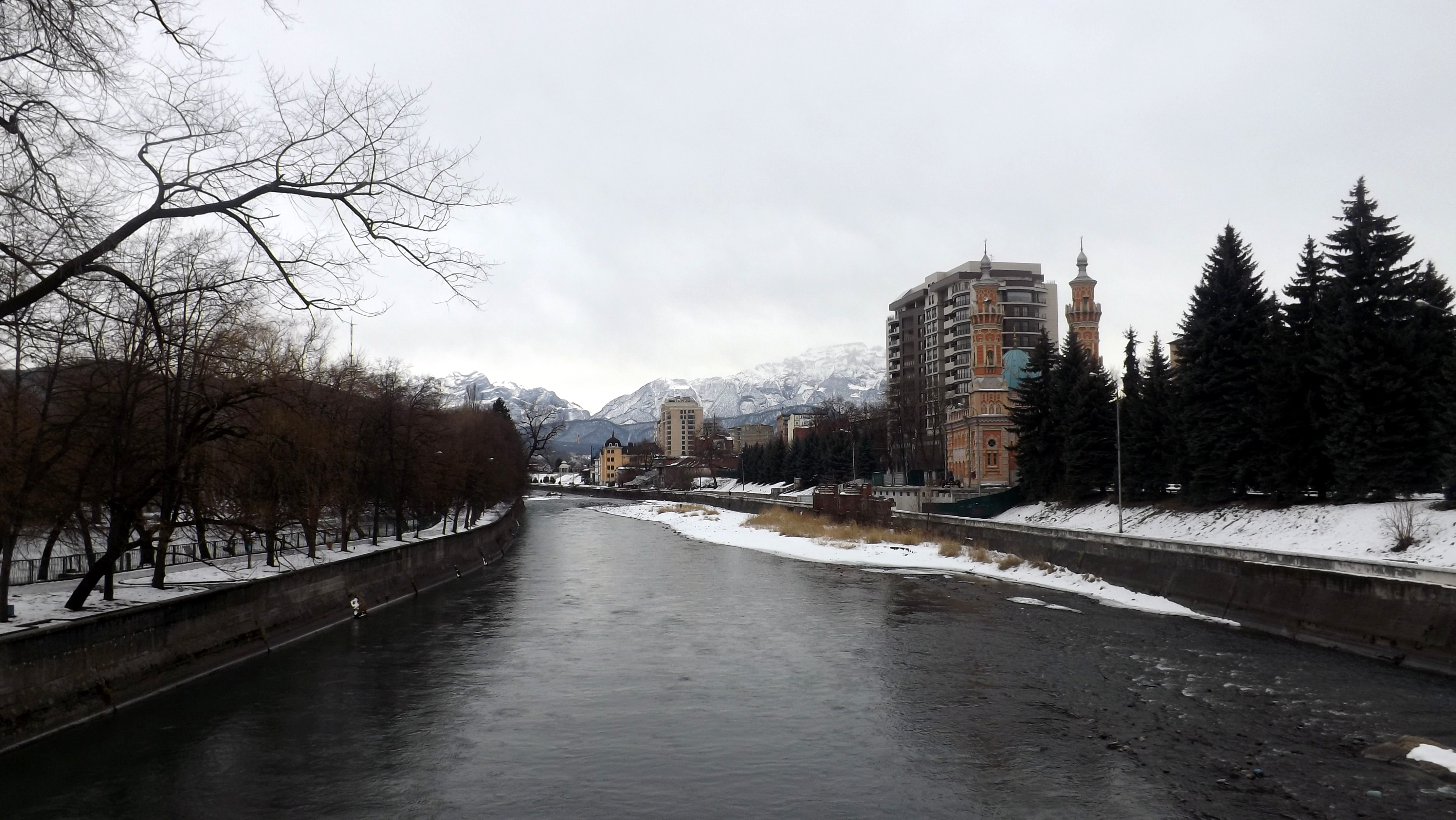
Река Терек во Владикавказе

Основной водной артерией Северной Осетии является река Терек, которая также является второй по величине рекой Северного Кавказа и, по мнению экологов, относится к одной из десяти самых загрязненных рек России. Наиболее крупными реками республики, помимо Терека, являются Ардон, Урух и Фиагдон. Все реки региона имеют смешанное питание и относятся к категории горных, то есть обладают способностью к интенсивному самоочищению. Несмотря на это, под влиянием хозяйственной деятельности отмечается деградация малых рек и снижение их водности. Также это воздействие усиливается тем, что наибольшая густота речной сети приходится на районы с наиболее высокой концентрацией промышленности, сельского хозяйства и населения.
Химический состав бассейна реки Терек формируется под влиянием сбросов сточных вод коммунальных предприятий, деятельности промышленной отрасли, перерабатывающих предприятий, а также поверхностных и ливневых стоков. Основными источниками загрязнения гидросферы республики являются предприятия цветной металлургии, очистные сооружения канализации, спиртовые заводы и сельское хозяйство. Причиной загрязнений также является месторождения нерудного сырья, разработкой занимаются более 50 карьеров, сырье которых перерабатывают 10 кирпичных заводов, а также заводы по производству силикатного кирпича и керамзита. Добыча сырья достигает 5 млн м³/год.
Максимальное влияние на качество водной среды республики оказывают рудничные стоки, сбросы хвостохранилища Мизурской обогатительной фабрики и сбросы металлургических заводов «Электроцинк» и «Победит».
Качество воды в реке Терек по индексу загрязненности воды колеблется от «условно чистой» до «сильно загрязненной». Загрязнение водоемов обнаруживается в черте Владикавказа на протяжении всего Терека. Объясняется это тем, что в реку сбрасываются неочищенные сточные воды вместе с ливневыми стоками. В стоках ОАО «Электроцинк», поступающих через канал Собачья балка в реку Камбилеевка, обнаруживается значительное превышение ПДК по свинцу (до 17 раз), кадмию (до 32 раз), цинку и др..
При анализе состояния подземных вод в пределах Моздока обнаруживаются нефтепродукты (загрязнение авиационным керосином).
Основной проблемой в системе водоснабжения является износ водопроводных сетей, что приводит к большим потерям воды в магистральных и уличных сетях, затратах на ремонтные работы в системах водопотребления. На сегодняшний день система водоснабжения региона соответствует санитарно-эпидемиологическим нормам, а также отмечается качество воды в регионе.

## Почва
Северная Осетия отличается сильной расчлененностью рельефа, резкими колебаниями абсолютных высот, большим разнообразием климатических условий и растительности, что приводит к формированию различных типов почв. К типам почв республики относятся: черноземы и лугово-чернозёмные, каштановые, лугово-каштановые и другие.
В результате антропогенного воздействия происходят нежелательные процессы минерализации гумуса, также происходит изменение рН почвенного раствора, увеличивается накопление солей, развиваются восстановительные процессы, которые могут привести к разрушению почвенного покрова. Почва в Северной Осетии загрязнена нефтепродуктами и тяжелыми металлами, а влияние азотной и серной кислот техногенного происхождения усиливается, что приводит к возникновению техногенных пустынь в непосредственной близости от некоторых промышленных предприятий.
По данным Минприроды, почва в республике входит в число самых загрязненных в России и по результатам многолетнего наблюдения почвы участка в двухкилометровой зоне от завода «Электроцинк» относятся к опасной категории загрязнения почв тяжёлыми металлами.
Самым загрязненным округом Владикавказа по содержанию солей тяжелых металлов в почве является Правобережный муниципальный округ, включающий в свой состав Иристонский и Промышленный районы, где проживает около 131,1 тыс. населения.

## Здоровье населения
К заболеваемости населения Северной Осетии, связанной с экологическими и климатическими особенностями региона, а также социально-экономическими факторами, по результатам многолетних наблюдений относятся: болезни органов дыхания, новообразования, болезни нервной системы, болезни органов чувств (болезни глаз и уха), болезни системы кровообращения, врожденные аномалии и пороки развития среди детского населения.
В последние годы наблюдается рост соматической заболеваемости среди слоев населения. По данным статистики, первые ранговые места в структуре заболеваемости у взрослого населения занимают такие классы заболеваемости, как: болезни органов дыхания (50 % от всех заболеваний), болезни системы кровообращения (12 %), болезни мышечной системы (10 %).
На протяжении многих лет наибольший удельный вес причин смертности в регионе приходился на болезни системы кровообращения. В 2020 году доля смертности от болезней системы кровообращения составила — 48,4 %, доля смертности от новообразований — 11,7 %, от болезней органов пищеварения — 5,6 %, от внешних причин — 3,8 %.
Дефицитным элементом ландшафтов региона является йод. Особенно это характерно для ландшафтов с оподзоленными почвами с преобладанием осадков над испарением, что наблюдается в горно-луговой и горно-лесной зоне. Недостаток йода в организме затрудняет образование йодосодержащего гормона тироксина, что приводит к заболеванию эндемическим зобом.
Северная Осетия относится к территориям с малым содержанием фтора. Недостаток фтора в воде может привести к возникновению кариесу зубов.
В местах полиметаллических месторождений (горная часть республики) наблюдается избыток свинца и цинка в почвах, водах и растениях. Тяжелые металлы обладающие токсичными свойствами и при их содержании выше допустимых уровней представляют опасность для здоровья населения.

## Сбор и утилизация отходов
Наиболее экологически значимой проблемой для республики в сфере отходов производства и потребления остается негативное воздействие отвалов отходов свинцово-цинкового производства (лежалого клинкера), образовавшихся в процессе прошлой деятельности металлургического производства завода «Электроцинк» (объём накопленных отходов составляет 1 832 тыс. тонн), а также Владикавказский полигон твердых бытовых отходов.
В 2020 году в рамках федерального проекта «Чистая страна» начаты работы по рекультивации Владикавказского полигона твердых бытовых отходов, которые завершились в 2024 году. В том же году Владикавказский полигон ТКО был исключён из государственного реестра объектов размещения отходов. В качестве регионального оператора деятельность по обращению с ТКО с 2021 года осуществляет ООО «Экологический Регион Алания» (далее -ООО «ЭРА»). Предприятие ведет реализация масштабного инвестиционного проекта по строительству мусороперегрузочной станции, мусоросортировочного комплекса и полигона с максимальным набором мероприятий по охране окружающей среды.
В 2021 года региональным оператором были завершены работы по строительству мусороперегрузочной станции в Ардонском районе, что позволяет значительно сократить затраты на транспортировку с Ирафского, Дигорского, Кировского районов республики.
По состоянию на начало 2022 года в республике установлено 965 контейнеров для раздельного накопления и вывоза твердых коммунальных отходов. Контейнеры для раздельного накопления отходов установлены в детских образовательных учреждениях в целях воспитания у подросткового поколения навыков должного обращения с ТКО.

## Примечание
1. ↑  Грозный и Владикавказ назвали в топ-10 самых чистых городов России. kavkaz.mk.ru. Дата обращения: 27 июля 2022. Архивировано 28 июля 2022 года.
2. ↑  Бадов А.Д. Оценка вредного влияния загрязнения окружающей среды на состояние здоровья человека в Северной Осетии // «Устойчивое развитие горных территорий» : Научный журнал. — 2017. — Т. 9, № 1. — С. 40—44. — ISSN 1998-4502.
3. 1 2 3 4 5 6 7 8 9 10  Доклад об экологической ситуации в Республике Северная Осетия-Алания в 2021 году (недоступная ссылка — история). Министерство природных ресурсов и экологии Республики Северная Осетия-Алания.
4. 1 2  Вагин В.С. Голик В.И. Проблемы использования природных ресурсов Южного Федерального округа. — Владикавказ: Проект-Пресс, 2005. — С. 46—52. — 192 с.
5. ↑  Состояние окружающей среды. Республика Северная Осетия - Алания. nbcrs.org. Дата обращения: 22 июля 2022. Архивировано 28 июля 2022 года.
6. ↑  Р. И. А. Новости. Ядовитый смог накрыл Владикавказ после серного выброса на заводе. РИА Новости (5 октября 2009). Дата обращения: 25 июля 2022. Архивировано 28 июля 2022 года.
7. ↑  За чистый воздух в Северной Осетии. Bellona.ru (23 июля 2015). Дата обращения: 25 июля 2022. Архивировано 28 июля 2022 года.
8. ↑  В Северной Осетии планируют ввести территорию завода "Электроцинк" в промышленный оборот. tass.ru (26 августа 2021). Дата обращения: 22 июля 2022. Архивировано 26 августа 2021 года.
9. ↑  Власти Владикавказа отметили, что экология улучшилась после закрытия завода "Электроцинк". tass.ru (20 июля 2022). Дата обращения: 22 июля 2022. Архивировано 16 октября 2022 года.
10. ↑  Залина Бедоева. В овощах - металл, в воздухе - сажа. Что тревожит экологов Северной Осетии? AiF (13 августа 2021). Дата обращения: 22 июля 2022. Архивировано 14 ноября 2021 года.
11. 1 2 3 4 5 6  Государственный доклад «о состоянии санитарно-эпидемиологического  благополучия населения в Республике Северная Осетия-Алания в 2021 году. Управление Федеральной службы по надзору  в сфере защиты прав потребителей  и благополучия человека  по Республике Северная Осетия – Алания.
12. ↑  КРАТКАЯ ИНФОРМАЦИЯ О СОСТОЯНИИ ПОДЗЕМНЫХ ВОД В РАЙОНЕ Г. ВЛАДИКАВКА. ФГБУ «Гидроспецгеология» Центр государственного мониторинга состояния недр и региональных работ.
13. ↑  Осетия в числе лидеров по качеству воды. Iryston Tv (21 июля 2018). Дата обращения: 25 июля 2022.
14. 1 2  Государственный доклад «О состоянии и об охране окружающей среды Российской Федерации в 2020 году». Министерство природных ресурсов. Дата обращения: 28 июля 2022. Архивировано из оригинала 11 апреля 2022 года.
15. ↑  Джабиева С.Э.  Цомартова К.А.,. Проблема деградации почв Республики Северная Осетия-Алания // Материалы докладов IV Всероссийской заочной научно-практической конференции с международным участием «Биоразнообразие и рациональное использование природных ресурсов Махачкала, 25 марта 2016 г.» : Журнал. — 2016. — С. 150—152.
16. ↑  Северо-Осетинский информационный сайт «ОСнова». В Северной Осетии почва оказалась одной из самых загрязненных в России (англ.). ОсНова.News. Дата обращения: 25 июля 2022. Архивировано 28 июля 2022 года.
17. ↑  В Северной Осетии уровень загрязнения почв превышен почти в пять раз. Abon News. Дата обращения: 25 июля 2022. Архивировано 12 сентября 2022 года.
18. ↑  Тавасиев В.Х. Экологические проблемы и здоровье населения в поселках городского типа Республики Северная Осетия-Алания // Наука сегодня История и современность : статья в сборнике трудов конференции. — 2016. — ISSN 978-5-906850-28-7.
19. 1 2 3  Макоев Х.Х. Эколого-географическая оценка территории Республики Северная Осетия-Алания // Проблемы региональной экологии : статья в журнале - научная статья. — 2009. — № 6. — С. 127—130. — ISSN 1728-323X.